# 韓国鉄道公社319000系電車

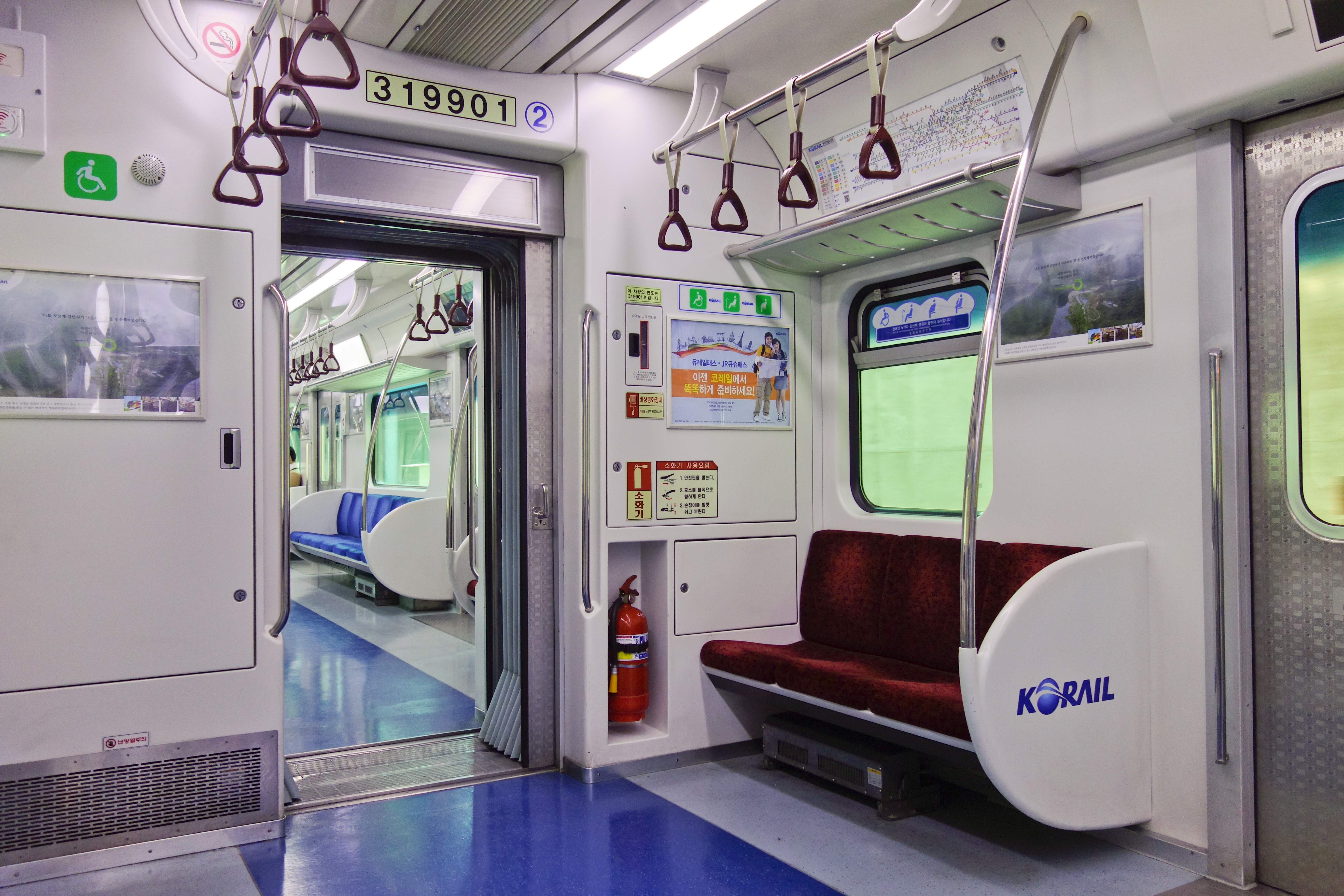
車内

319000系電車（319000けいでんしゃ）は韓国鉄道公社が保有する交流用通勤形電車。光明シャトルの4両編成化のため、5000系および6000系の中間車を改造して導入された。本系列より、車両形式の付番方法変更が変更され、6桁車番となった。

## 概要
10両編成で運行されていた光明シャトルを4両編成に短縮するため、2008年に登場した。
8両編成での運行を想定し、車両先頭部に電気連結器が搭載されたが、ホームドアと車両の位置に相違が発生することから実施は見送られている。

## バリエーション
1次車
- 319x01 - 319x05編成が該当。

種車は5000系後期車（5x79編成、5x80編成、5x86 - 5x92編成）と6000系の8両編成化に伴い抜き取られた中間車である。
導入にあたって、付随車の先頭車化改造や電動車のパンタグラフ追加取付が行われ、4両編成に組み替えられた。
2次車
- 319x06編成および319x07編成が該当。

種車は永登浦駅構内衝突事故で2両が廃車された5x19編成である。
前面は新トングリ (GM大宇・マティスに似ている事からマティズとも呼ばれる、また蛇の釣り目のような見た目をしていることからペムヌニという愛称もつけられている)、側面は在来型（前面が平たい顔をしているため、ナプチャギ・ペタ子という愛称がついている）と、特異的な編成となっている。現地の鉄道ファンからは、ペムヌニとナプチャギそれぞれの愛称を足した「ペムチャギ」と呼称されている。車内の案内表示装置にはそれまでのLED表示装置からLCD表示装置に換装されたほか、制御装置もGTOからIGBTに交換された。
本車両の種車は元々1997年に製造であるため、老朽化が進んでおり2020年7月までに運行を停止し、2024年4月下旬にどちらも廃車搬出された。
3次車
- 319x08編成 - 319x10編成が該当。

京元線の逍遥山駅 - 漣川駅の電鉄化に備え、2019年に落成した。しかし、延伸区間には既存の10両編成で行うこととなり、現在まで水仁・盆唐線で運行されている。
4次車
- 319x11編成 - 319x20編成が該当。

311000系4次車～5次車の老朽化に伴う置き換えとして、2027年を目途に8両編成10本が導入予定。
水仁・盆唐線の351000系4次車置き換え用車両・東海電鉄線北蔚山延伸用車両とセットで発注された。宇進産電が製造を担当し、交流電化車両では初となる永久磁石同期電動機が搭載される。なお、この車両は8両編成かつ交流電化専用となるため、ソウル交通公社区間を経由した議政府・楊州方面を運行することはできない。そのため、龍山～天安からの京釜電鉄線の急行運転専用の車両となる。

## 形式
319000形 (Tc)
光明向きの制御車。運転台を備える。
319100形 (M)
中間電動車で、319200形とユニットを組む。パンタグラフなどを搭載する。
319200形 (M)
中間電動車で、319100形とユニットを組む。パンタグラフなどを搭載する。
319900形 (Tc)
永登浦向きの制御車。運転台を備える。

## 歴史
- 2008年12月1日 - 5000系後期車および6000系を改造した319x01 - 319x05編成の営業運転を開始。
- 2009年1月 - 5000系5x19編成を改造した319x0編成F・319x07編成の試運転が開始される。
- 2019年 - 319x08 - 319x10編成が落成した。

## 編成表
319x01F〜319x04F、319x06F〜319x07Fは九老車両事業所に所属、319x05Fは文山車両事業所に所属、319x08F〜319x10Fは里門車両事業所に所属する。
|          | ← 光明永登浦 →   |                  |                  |                  |                     |
| 形式     | 319000形 (Tc)    | 319100形 (M)     | 319200形 (M)     | 319900形 (Tc)    | 種車                |
| 搭載機器 |                  |                  |                  |                  | 種車                |
| 車両質量 | 33.0t            |                  |                  | 33.0t            | 種車                |
| 車両番号 | 319001 ： 319005 | 319101 ： 319105 | 319201 ： 319205 | 319901 ： 319905 | 5000系後期車 6000系 |
| 車両番号 | 319006 319007    | 319106 319107    | 319206 319207    | 319906 319907    | 5000系 5x19編成     |